# Heorhij Prokopenko
Heorhij Jakowytsch Prokopenko (ukrainisch Георгій Якович Прокопенко; * 21. Februar 1937 in Kobeljaky; † 5. Mai 2021) war ein sowjetischer Schwimmer.

## Biografie
Heorhij Prokopenko wurde in Kobeljaky geboren und zog 1946 mit seiner Familie nach Lwiw. 1951 begann er mit dem Schwimmsport und studierte dort bis 1959 an der Staatlichen Universität für Körperkultur. Bei den Olympischen Sommerspielen 1960 in Rom belegte er im Wettkampf über 200 m Brust den zehnten Platz. Zwei Jahre später wurde er über die gleiche Distanz Europameister. Bei seiner zweiten Olympiateilnahme in Tokio 1964 gewann er im Wettkampf über 200 m Brust die Silbermedaille und wurde im 4 × 100-m-Lagen-Staffelwettkampf Vierter. 1966 folgten dann zwei weitere Europameistertitel (200 m Brust und 4 × 100 m Lagen).
Während seiner Karriere stellte Prokopenko vier Welt- und elf Kontinentalrekorde auf. 
Auf nationaler Ebene wurde Prokopenko sechsfacher Meister: 1960, 1964 und 1965 über 200 m Brust; 1962, 1964, 1966 über 100 m Brust.